# Konståret 1939

## Händelser
- 23 januari –  "Edvard Munchs tyske museums malerier" kallas en auktion som genomförs i Oslo genom Kunsthandel Harald Holst Halvorsen. Allt som fanns av den 75-årige konstnären har beslagtagits som Entartete Kunst och auktioneras nu ut av den nazistiska staten. Det är 22 målningar och 61 grafiska blad.[1]
- 20 mars – På gården till Berlins brandstation på Lindenstraße 40-41 låter propagandaministeriet bränna upp ett lager med beslagtagna konstverk klassade som Entartete Kunst, i en manöver betecknad som övning. Närmare femtusen målningar, skulpturer, teckningar, akvareller och grafiska blad förintas.[2]
- 30 juni – Med början klockan 14.15 på Grand Hôtel National i Luzern hålls en auktion arrangerad av den schweiziska konstfirman Galerie Fischer. Auktionens innehåll och tema är Gemälde und Plastiken moderner Meister aus deutschen Museen ["Målningar och skulpturer av moderna mästare från tyska museer"]. Det handlar om ett litet urval med 125 verk som beslagtagits på museer sedan juli 1937, däribland Vincent Van Goghs Självporträtt (1888),[3][4]

### Okänt datum
- Lilla Paviljongen inleder sin verksamhet.
- Föreningen Nutidskonst bildades.
- Beda Löberg ställer ut på Modern konst i hemmiljö.
- Beckmans reklam- och konstskola startas av Anders Beckman och Göta Trägårdh.
- Finlands konstakademi blir huvudman för Finska Konstföreningens ritskola i Helsingfors

## Verk
- Fernand Léger – Adam och Eva

## Födda
- 7 januari – Rosina Wachtmeister, österrikisk konstnär.
- 23 januari – Greg Hildebrandt, amerikansk illustratör och pinupkonstnär.
- 28 januari – Dag Peterson, svensk författare och konstnär.
- 3 februari – Kjell Ringi, svensk konstnär, skulptör och författare.
- 13 mars – Sture Collin, svensk skulptör.
- 17 mars – Alejandro Lozano, (död 2003), spansk konstnär, målare, mosaikister och skulptör.
- 20 mars – Stephen McKenna, (död 2017), brittisk målare
- 29 mars – Aline Magnusson, svensk skulptör.
- 14 april – Bo Ljungberg, (död 2007), svensk konstnär.
- 27 april – Erik Pevernagie, belgisk målare.
- 11 maj – Ardy Strüwer, svensk konstnär, komiker och manusförfattare.
- 20 maj – Monica Backström, svensk formgivare och glaskonstnär.
- 27 maj – Lena Anderson, svensk barnboksförfattare och illustratör.
- 11 juli – Johnny Grandert, svensk kompositör, musiker och bildkonstnär.
- 15 juli – Gunilla Wolde, svensk barnboksförfattarinna, tecknare och illustratör.
- 20 juli – Judy Chicago, amerikansk feministisk konstnär och författare.
- 24 juli – Claude Kayat, tunisisk-svensk författare, dramatiker och konstnär.
- 6 augusti – Rose-Marie Bengtsson, svensk konstnär.
- 17 augusti – Ed Sanders, amerikansk sångare, poet och konstnär, medlem i The Fugs.
- 16 september – Breyten Breytenbach, sydafrikansk författare och konstnär.
- 25 september – Gunilla Ingves, svensk författare, illustratör och tecknare.
- 2 oktober – Heinz Zander, tysk målare och författare.
- 3 oktober – Riber Hansson, svensk illustratör, karikatyr- och tidningstecknare.
- 2 november – Richard Serra, amerikansk konstnär, skulptör.
- 23 november – John Walker, brittisk målare.
- 27 november – Holger Bäckström, (död 1997), svensk konstnär.
- 22 december – Alexius Huber, svensk konstnär.

## Avlidna
- 24 januari – Alexander Kanoldt (född 1881), tysk målare
- 25 maj – Ellen Jolin (född 1854), svensk författare, målare och grafiker.
- 11 september – Konstatin Korovin (född 1861), rysk fransk konstnär.
- 18 december – Bruno Liljefors (född 1860), svensk konstnär.